# Pedro Pires de Miranda
Pedro José Rodrigues Pires de Miranda GCC (Leiria, Leiria, 30 de novembro de 1928 — Lisboa, 20 de abril de 2015) foi um engenheiro e político português.

## Biografia
Frequentou o Liceu de Leiria e o Colégio Militar, onde concluiu os estudos secundários em 1946. Admitido no Instituto Superior Técnico da Universidade Técnica de Lisboa, aí obteve a sua licenciatura em Engenharia Civil. Terminado o curso, foi para Londres, em 1955, como técnico numa empresa de construtores e projectistas. Em 1957 regressou a Portugal para integrar a BP portuguesa, iniciando a sua ligação ao setor petrolífero. Voltou à Grã-Bretanha em 1967, ainda ao serviço da BP. Em 1971, de novo em Portugal, ingressa na Petrosul e, em 1972, na Sonap. Na sequência do 11 de março de 1975, partiu para o Brasil, onde permaneceu durante mais de um ano, colaborando na petrolífera Ipiranga. Em 1976 é convidado pelo primeiro-ministro Alfredo Nobre da Costa, primeiro para a administração da Petrogal e depois para assumir o cargo de Ministro do Comércio e Turismo do III Governo Constitucional. Em 1979 assumiu a presidência da Comissão de Integração Europeia e, em 1980, do Conselho de Administração da Petrogal. Em 1980 o governo de Francisco Sá Carneiro nomeou-o embaixador itinerante para os assuntos petrolíferos. Foi Ministro dos Negócios Estrangeiros do X Governo Constitucional, liderado por Aníbal Cavaco Silva. No início da década de 1990 foi nomeado presidente da Fundação Luso-Americana e administrador da Fundação Oriente. Foi agraciado com a Grã-Cruz da Ordem Militar de Cristo, a 8 de junho de 2009. Faleceu em Lisboa, a 20 de abril de 2015.

### Condecorações[3][1]
- Banda da Ordem Mexicana da Águia Azteca do México (26 de Agosto de 1986)
- Grã-Cruz da Ordem de Rio Branco do Brasil (19 de Setembro de 1986)
- Grã-Cruz da Ordem Real da Estrela Polar da Suécia (29 de Janeiro de 1987)
- Grã-Cruz da Ordem Nacional do Cruzeiro do Sul do Brasil (27 de Abril de 1987)
- Grã-Cruz da Ordem do Libertador da Venezuela (18 de Novembro de 1987)
- Grande-Oficial da Ordem Nacional da Legião de Honra de França (7 de Maio de 1990)
- Grã-Cruz da Ordem de Honra da Grécia (15 de Novembro de 1990)
- Grã-Cruz da Ordem Militar de Nosso Senhor Jesus Cristo de Portugal (8 de Junho de 2009)

## Funções governamentais exercidas
- III Governo Constitucional
  - Ministro do Comércio e Turismo
- X Governo Constitucional
  - Ministro dos Negócios Estrangeiros